# Express 1
Express 1 (tidligere Norman Arrow, KatExpress 1) er en katamaranfærge, der er bygget på Incat-værftet i Tasmanien i 2009, og udchartret på en 10-årig aftale til Mols-Linien i 2012. I 2022 købte Molslinjen Express

## Historie
Incat Hull 066 blev kontraheret til bygning i november 2007 på spekulation af rederiet MGC Chartering Limited, Irland. Ved afleveringen i april 2009 blev færgen udchartret til franske LD Lines, der indsatte færgen i sommersejlads mellem Dover og Boulogne under navnet Norman Arrow. De to efterfølgende år 2010 og 2011 blev færgen anvendt i sommersejladsen mellem franske Le Havre og Portsmouth i England. Færgen var i den forbindelse hjemskrevet i Dover.
Den 8. februar 2012 meddelte Mols-Linien i en Pressemeddelelse, at man havde indgået charteraftale med Incat-værftet i Hobart på Tasmanien om indchartring af Norman Arrow for en 10. årig periode. Katamaranfærgen var på det tidspunkt oplagt i Rouen, og efter klargøring i Dunkerque hvor færgen blev ommalet, sejlede færgen til Aarhus, hvor den ankom om eftermiddagen den 27. april 2012. Før afsejlingen mod Danmark havde Mols-Linien meddelt, at færgen skulle hedde KatExpress 1, samt hjemskrives i Aarhus. Færgen blev indsat i trafik mellem Aarhus og Sjællands Odde den 9. maj, og mellem Ebeltoft og Odden den 16. maj. Fra november 2012 har færgen primært sejlet mellem Odden og Aarhus.
18. januar 2017 skiftede færgen navn fra KatExpress 1 til Express 1.
Efter at Molslinjen d. 1.september 2018 overtog færgesejladsen til/fra Bornholm blev færgen indsat som det primære fartøj mellem Rønne og Ystad i Sverige.

## Ændringer på fartøjet
Der er siden indsættelsen foretaget væsentlige ændringer på færgen:
Påbygning af kørebane i forlængelse af øverste bildæk agter. Molslinjen havde valgt at genibrugtage rampeanlægget til øverste bildæk på Odden Færgehavn, da man ønskede at nedbringe liggetiden i havn. Arbejdet blev udført i begyndelsen af december 2012
Placering af Baresso Coffée Shop i agterskibet. Arbejdet blev udført i vinteren 2013.

## Søsterskibe
- Express 2
- Express 3